# Сільвія Ештон
Сільвія Ештон (англ. Sylvia Ashton; 26 січня 1880, Денвер, Колорадо — 17 листопада 1940, Лос-Анджелес, Каліфорнія) — американська акторка епохи німого кіно.

## Життєпис
Сільвія Ештон народилася в Денвері, штат Колорадо. На екранах уперше з'явилася 1912 року. Усього знялася в 134 фільмах в період між 1912 та 1929 роками. Найчастіше грала білявок, матусь та бабусь. Завершила кар'єру майже одразу ж після появи звукового кіно.
Померла 1940 року в Лос-Анджелесі.

## Вибрана фільмографія
- 1919 — Не міняйте свого чоловіка / Don't Change Your Husband — місіс Гакні
- 1919 — У горі і в радості / For Better, for Worse — тітка Сільвії
- 1919 — Чоловік, жінка і гроші / Men, Women, and Money — тітка Ганна
- 1920 — Навіщо міняти дружину? / Why Change Your Wife? — тітка Кейт
- 1920 — Солодка лаванда / Sweet Lavender — Дотті Дріско
- 1921 — Там був принц / A Prince There Was — місіс Праут
- 1924 — Жадібність / Greed — Моммер Зіппе
- 1928 — Зазивало / The Barker — Ма Бенсон

1. 1 2  Person Profile // Internet Movie Database — 1990.
2. ↑  Bibliothèque nationale de France BNF: платформа відкритих даних — 2011.